# Поволзький маніяк
Поволзький маніяк (рос. Поволжский маньяк) — умовне позначення передбачуваного злочинця, що скоїв серію вбивств літніх жінок (загалом 32).

## Вбивства
З березня 2011 по вересень 2012 року в Приволзькому і Уральському федеральних округах відбуваються схожі за почерком вбивства літніх жінок. Слідчі вважають, що всі злочини здійснені однією особою. У всіх випадках убиті самотні жінки у віці від 75 до 90 років, які проживали в хрущовках. На думку слідчих, злочинець проникав у квартири, представляючись працівником ТСЖ або соціальної служби. Всі жертви були задушені підручними предметами (наприклад, поясом від халата). Після вбивства злочинець викрадав з квартири гроші та цінні речі. Але слідчі вважають, що викрадення майна пенсіонерок для вбивці пріоритетним не було.
Перші 9 вбивств відбулися в Казані. Ще одна жертва злочинця залишилася жива, але не змогла описати його. Схожі вбивства сталися в Ульяновську, Нижньому Новгороді, Іжевську, Пермі (2 вбивства в квітні 2012 року) і Самарі (2 вбивства в квітні — травні 2012 року). До 1 серпня 2012 року нараховується 18 епізодів. 25—27 вересня 2012 року в Уфі були здійснені останні 3 вбивства. Загальне число вбивств становить 32 епізоди.
26 вересня 2012 року злочинець потрапив в об'єктив камери відеоспостереження в під'їзді однієї з жертв. Завдяки її свідченням був складений фоторобот, який збігся із зображенням на відео. 
В 2013 році за допомогу слідству була обіцяна нагорода в 1 мільйон рублів. У тому ж році з'явилася версія, що злочинець ховається в Сахалінській області. 
В ніч на 7 жовтня 2016 року в Казані передбачуваного злочинця зняли відеокамери в одному з будинків на вулиці Чуйкова. Пізніше в Слідчому комітеті спростували, що це був він. 
6 лютого 2017 року заступник керівника Головного управління криміналістики СК РФ Іван Стрільцов повідомив журналістам, що у слідства є вагомі підстави вважати, що розшукуваний чоловік є жителем Удмуртії. Він також припустив, що у цього чоловіка можуть виявитися списки пенсіонерів. При цьому слідчі не виключають, що розшукуваний може знаходиться в місцях позбавлення волі або на примусовому лікуванні, або що його взагалі вже немає в живих. 
За словами заступника керівника Головного управління криміналістики, нагорода за інформацію, яка допоможе встановити особу злочинця, була збільшена до 3 мільйонів рублів.
28 березня 2017 року в Самарі був затриманий 37-річний уродженець Казахстану Павло Шаяхметов, який скоїв два вбивства літніх жінок в Самарі 25 і 27 березня 2017 року. В даний час перевіряється його причетність до вбивства 30 літніх жінок.
25 травня 2017 року слідчі висловили припущення, що злочинець є уродженцем Татарстану і навчався в одній зі шкіл Казані. Наразі розслідування триває.

## Орієнтування
- Неслов'янська зовнішність
- Вік — 20-35 років
- Зріст — 175 см
- Худорлява статура
- Одягнений у темну коротку куртку з капюшоном, чорні штани, спортивне взуття.